# Independence, Missouri

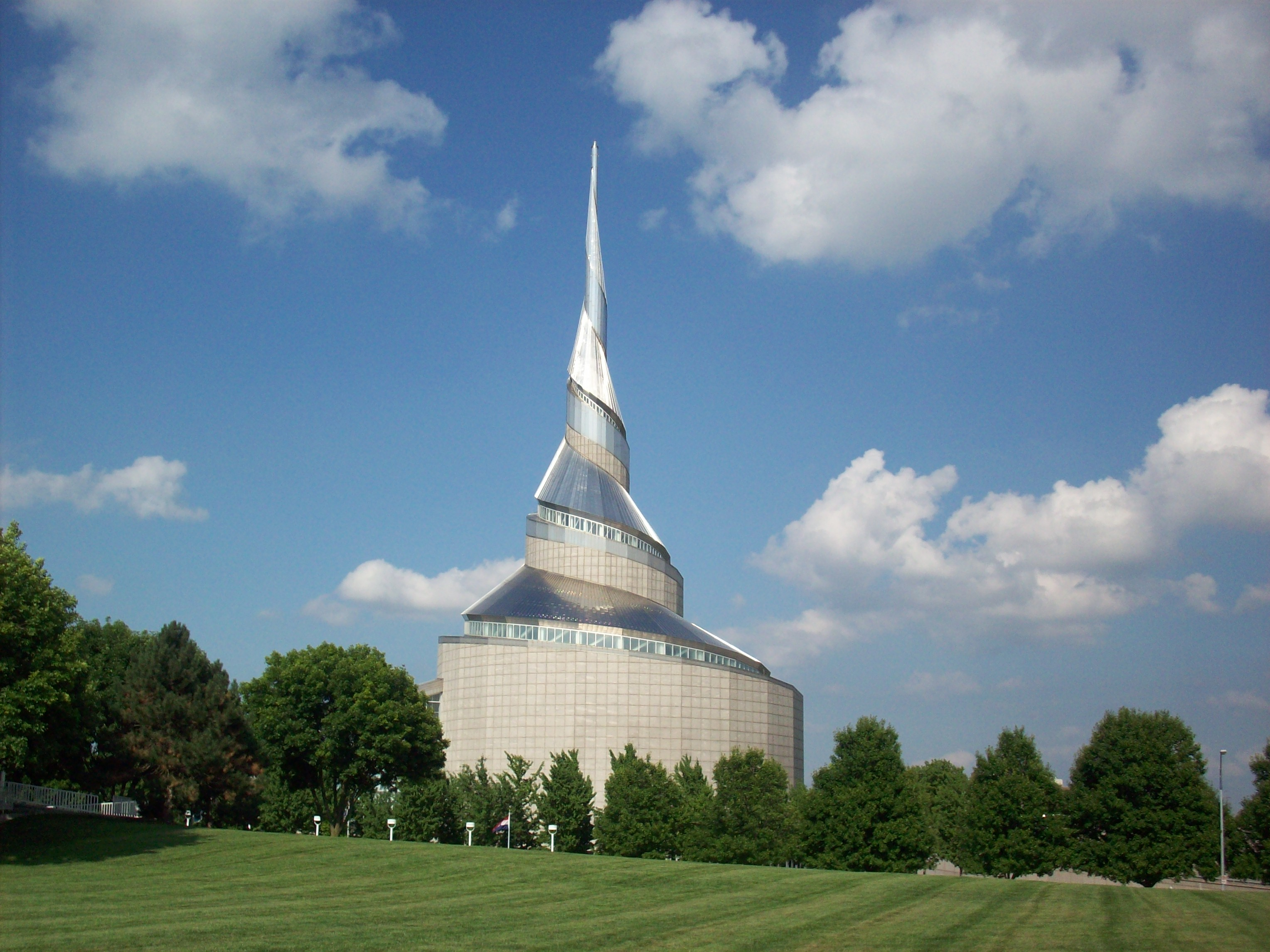
Community of Christs tempel i Independence.

Independence är en stad (city) i Jackson County i delstaten Missouri i USA. Staden hade 123 011 invånare, på en yta av 203,16 km² (2020). Independence är administrativ huvudort (county seat) i Jackson County.
Staden är belägen i den västligaste delen av delstaten, nära gränsen till Kansas, och cirka 15 kilometer öster om storstaden Kansas City. Sedan 1800-talet är Independence ett viktigt centrum för mormoner; ett flertal olika mindre grupperingar inom Sista dagars heliga-rörelsen har sina högkvarter i Independence. I staden finns också Harry S. Trumans presidentbibliotek och museum.

## Demografi
Vid folkräkningen 2020 hade Independence 123 011 invånare och 47 329 hushåll. Befolkningstätheten var 609 invånare per kvadratkilometer. Av befolkningen var 72,61 % vita, 8,68 % svarta/afroamerikaner, 0,76 % ursprungsamerikaner, 1,19 % asiater, 0,67 % oceanier, 5,52 % från andra raser samt 10,56 % från två eller flera raser. 12,23 % av befolkningen var latinamerikaner.
Enligt en beräkning från 2019 var medianinkomsten per hushåll $52 325 och medianinkomsten för en familj var $62 271. Omkring 17,2 % av invånarna levde under fattigdomsgränsen.

## Kända personer från Independence
- Bess Truman, USA:s första dam 1945–1953
- Ginger Rogers, skådespelerska och dansare
- Jared Huffman, politiker
- William J. Randall, politiker